# Барлыкские источники
Барлыкские источники (также Барлыкарасанские источники) — горячие минеральные источники, находятся на территории Маканчинского района Абайской области, в 16 км к востоку от посёлка Кабанбай, в верховьях реки Арасан. 13 источников, связанных с трещиноватовыми кварцевыми альбитопорфитами среднего карбона и антропогеновыми русловыми рыхлыми отложениями. Дебит скважин 2,6 м³/с. Температура вод 20—42 °C. Минерализация 1,4—1,8 г/л. Воды сульфатно-натриевые с содержанием кремниевой к-ты (45—64 мг/л) и радона (0,6— 2,5 мг/л).
Известны с глубокой древности. По утверждению краеведа В. Кашляка, источники использовались в медицинских целях уже в XVII веке. В 1886 году источники были переданы в ведение Семиреченского отделения Общества Красного креста.
С 1963 года используется как бальнеологический курорт «Барлык-Арасан» для лечения кожных, ревматических заболеваний, болезней суставов. Санаторий рассчитан на 500 мест и расположен поблизости от села Барлыкарасан.